# Bobrowniki (Poméranie)
Pour les articles homonymes, voir Bobrowniki.
Bobrowniki est une localité polonaise de la gmina rurale de Damnica située dans le powiat de Słupsk en voïvodie de Poméranie. Elle se trouve à environ 17 km à l'est de Słupsk et 90 km à l'ouest de la capitale régionale Gdańsk.

## Géographie

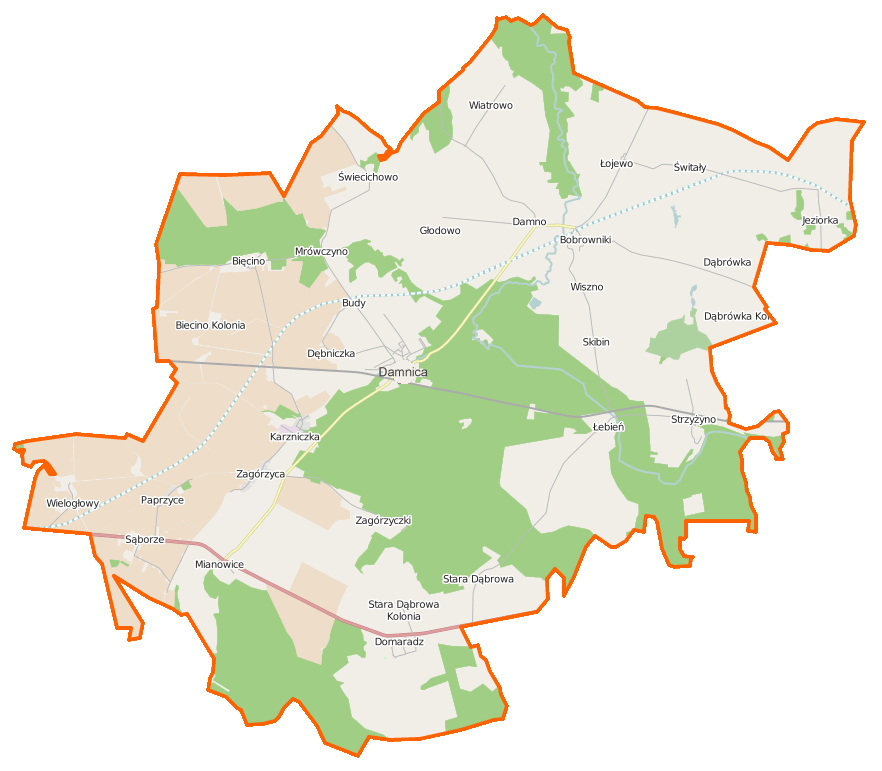
Carte de la gmina de Damnica.

## Histoire
De 1648 à 1945, Bewersdorf fait partie de l'arrondissement de Stolp dans le district de Köslin au sein de la province de Poméranie.